# Ponoarele (gmina)
Ponoarele – gmina w Rumunii, w okręgu Mehedinți. Obejmuje miejscowości Băluța, Bârâiacu, Brânzeni, Buicani, Ceptureni, Cracu Muntelui, Delureni, Gărdăneasa, Gheorghești, Ludu, Ponoarele, Proitești, Răiculești, Șipotu i Valea Ursului. W 2011 roku liczyła 2425 mieszkańców.